# Oscylator van der Pola

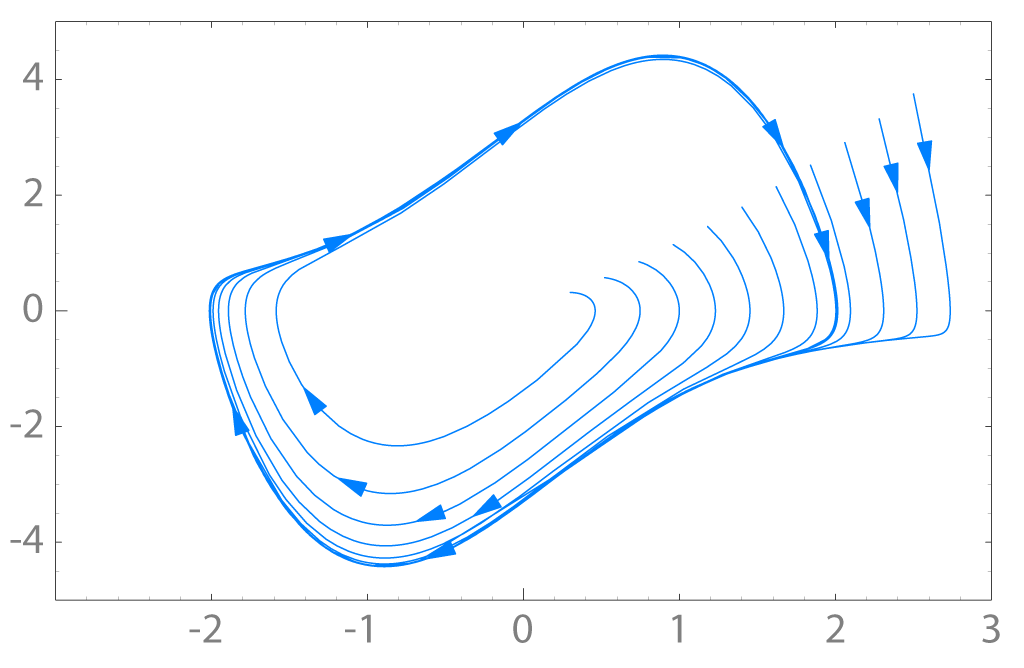
Wykres fazowy stabilnego cykl graniczny oscylatora van der Pola dla różnych wartości warunków początkowych (dążenie od wewnątrz i dążenie od zewnątrz)

Oscylator van der Pola – oscylator bez wymuszenia z nieliniowym tłumieniem. Wyznaczony w latach dwudziestych jako model prostego generatora drgań z lampą elektronową. Opisany jest równaniem różniczkowym:
{\displaystyle {\frac {d^{2}y}{dt^{2}}}-\mu (1-y^{2}){\frac {dy}{dt}}+\omega ^{2}y=0}
gdzie:
- μ – większy od zera parametr określający nieliniowość i tłumienie oscylatora.

Dla dowolnych warunków początkowych, istnieje dla tego odwzorowania atraktor typu cykl graniczny.
Równanie jak i rodzaj drgań nazwane zostały na cześć odkrywcy Balthasara Van Der Pola.